# 白米

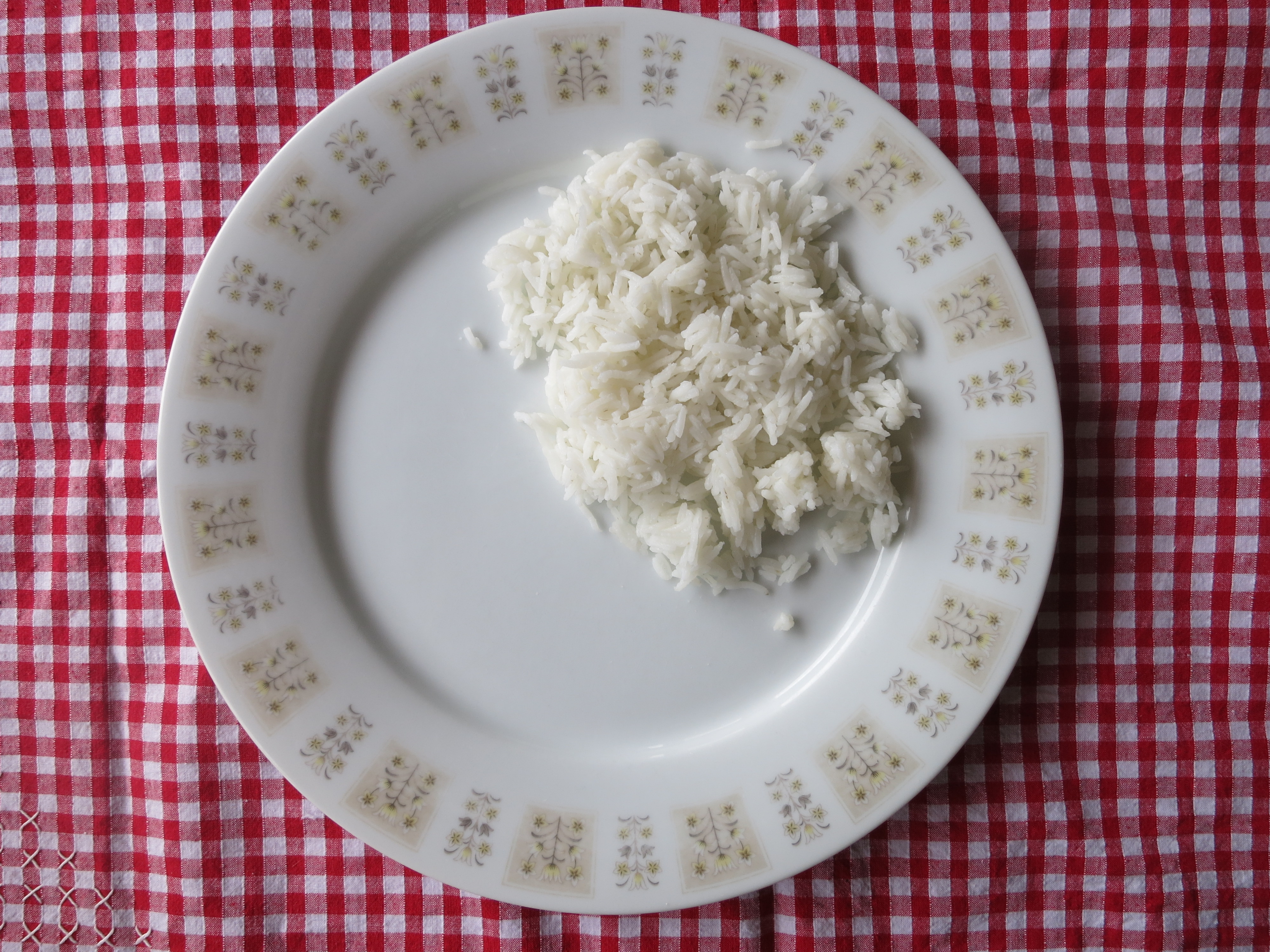
白米

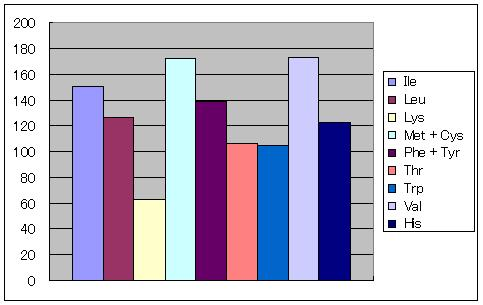
白米のアミノ酸スコア

白米（はくまい）とは、玄米を精米（精白、搗精）した米のこと。精米、精白米ともいう。

## 概要
名前の通り、原料の玄米より白っぽく、透明感がある。炊いて飯としたり、加工食品や清酒の原料にもする。
平成元年（1989年）11月22日　国税庁告示第8号「清酒の製法品質表示基準を定める件」により以下のとおり定められている。
「白米とは、農産物検査法(昭和26年（1951年）法律第144号)により、3等以上に格付けされた玄米又はこれに相当する玄米を精米したものをいうものとする。」
デンプン以外の栄養素は擦り落とされた胚芽と糠層に多く、胚乳のみの白米は栄養的に偏っている。特にビタミンB1に関しては、100g中、白米は0.07mg、玄米は0.4mgと、白米は玄米の6分の1しかビタミンB1が含まれていない。白米のみの食事は脚気のようなビタミンB1欠乏症をもたらす。米飯は、デンプンの割合が多い程、食感に日本人好みの粘りがあり、良食味米はタンパク質等のデンプン以外の成分が更に少ない。
日本では、精米して白米と米糠に分け、それぞれ販売され利用されてきた。消費者への小売りでは白米（無洗米を含む）であることが通常であるが、玄米も一定の需要があり、広く販売されている。精米後の白米は、皮をはがれた状態であり、日数の経過と共に酸化等により劣化していくので、少しずつ購入する方が新鮮である。低温貯蔵がより望ましい。